# Carlanstown
Carlanstown (iriska: Droichead Chearbhallain) är en ort i republiken Irland.   Den ligger i grevskapet An Mhí och provinsen Leinster, i den nordöstra delen av landet, 60 km nordväst om huvudstaden Dublin. Carlanstown ligger 65 meter över havet och antalet invånare är 631.
Terrängen runt Carlanstown är platt. Runt Carlanstown är det ganska glesbefolkat, med 35 invånare per kvadratkilometer. Närmaste större samhälle är Navan, 15,8 km sydost om Carlanstown. Trakten runt Carlanstown består i huvudsak av gräsmarker.